# Bill Wyman’s Rhythm Kings
Bill Wyman’s Rhythm Kings sind eine britische Rhythm-and-Blues-, Blues- und Bluesrock-Gruppe, die 1995 von Bill Wyman, dem ehemaligen Bassisten der Rolling Stones, gegründet wurde.

## Bandgeschichte
Nachdem Wyman die Rolling Stones verlassen hatte, griff er zwei Jahre lang nur selten zum Bass und widmete sich stattdessen anderen Projekten, wie zum Beispiel dem Verfassen von Büchern und der Fotografie. Ende 1995 verspürte er wieder Lust, Musik zu machen, allerdings keine kommerzielle: Er entschloss sich, zu seinen musikalischen Wurzeln zurückzukehren. Wyman begann, zu Hause mit Terry Taylor zu jammen, und bald entstand die Idee, mit mehreren Künstlern gemeinsam zu spielen. Wyman kontaktierte Georgie Fame, die Gitarristen Albert Lee, Peter Frampton, Andy Fairweather-Low und den Pianisten Gary Brooker. Fairweather-Low und Brooker hatten schon Ende der 1980er Jahre mit Wyman in dessen Band Willie and the Poor Boys gespielt. Ergänzt wurden sie um den Pianisten David Hartley, die Sängerin Beverley Skeete und den Gitarristen Martin Taylor. Bill Wyman sagte über den Arbeitsstil:

“We began to record anything that came to mind. The benefit of working in this way – apart form the spontaneous atmosphere we created, was that I could pick and chose musicians for the particular style I wanted for each track.”

„Wir begannen, alles aufzunehmen, was uns in den Sinn kam. Das Gute an diesem Arbeitsstil, abgesehen von der spontanen Atmosphäre, war, dass ich die Musiker auswählen konnte, die zum bestimmten Stil passten, den ich für eine Nummer wollte.“

Das Ergebnis dieser Arbeit war das Debütalbum der Rhythm Kings Struttin’ Our Stuff. Bald begann die Band mit Liveauftritten in kleineren Klubs in Nordeuropa. Seither haben sich die Rhythm Kings auf ihren Tourneen in Europa eine breite Anhängerschaft erarbeitet und tourten 2001 auch in den USA, was aber bis heute ihre einzige US-Tournee blieb. Die Stärke der Band kleidet ein Kritiker in folgende Worte:

„Erstklassige Musiker, die niemandem mehr etwas beweisen müssen, spielen klassische Rocksongs von Chuck Berry über Clifton Chenier bis Screaming Jay Hawkins, ergänzen sich in perfekter Harmonie, wechseln sich ständig ab in Gesang und instrumentalen Solopassagen, haben sichtlich Spaß miteinander.“

## Bandmitglieder
Über seine Intentionen sagte Bill Wyman:

“The idea behind the Rhythm Kings was always that it should be a fluid group, allowing for different people to play together, both on record and on stage.”

„Die Idee hinter den Rhythm Kings war immer, dass es eine durchlässige Gruppe sein soll, die es verschiedenen Menschen erlaubt, auf Platten und der Bühne zusammenzuspielen.“

### Tournee
- Bill Wyman: Bass und Gesang
- Gary Brooker, Georgie Fame, Mike Sanchez, Geraint Watkins: Keyboards und Gesang
- Beverly Skeete, Janice Hoyte, Eddie Floyd: Gesang
- Graham Broad: Schlagzeug
- Albert Lee, Andy Fairweather-Low, Terry N. Taylor: Gitarre und Gesang
- Martin Taylor: Gitarre
- Nick Payn: Saxophon
- Frank Mead: Saxophon
- Gary U.S. Bonds: Gesang

### Studiogäste
- Paul Carrack: Gesang
- Eric Clapton, Peter Frampton, George Harrison, Mark Knopfler, Mick Taylor: Gitarre
- Odetta: Gesang
- Nicky Hopkins, Axel Zwingenberger: Klavier
- Chris Stainton, Max Middleton: Keyboards
- Henry Spinetti: Schlagzeug
- Ray Cooper: Perkussion

## Diskografie

### Alben
- 1998: Struttin’ Our Stuff (Velvel Records)
- 1999: Anyway the Wind Blows (Velvel Records)
- 2000: Groovin’ (Koch Records)
- 2001: Double Bill (Disky)
- 2005: Just for a Thrill (Fuel 2000)
- 2005: Live (Fuel 2000)
- 2009: Best of Bill Wyman’s Rhythm Kings
- 2011: Live Communication (Repertoire Records)
- 2017: Rocking the Roots

### Bootleg Kings live Serie auf Ripple Records
- Live in Europe (Europe Herbst 1988) RIPCD 001
- Rides Again (England Sommer 2000) RIPCD 002
- Travelin’ Band (England Sommer 2001) RIPCD 003
- On the Road Again (England Sommer 2002) RIPCD 004
- Jump, Jive and Wail: The Very Best of Bill Wyman’s Bootleg Kings

### DVD
- 2002: Bill Wyman’s Rhythm Kings in Concert
- 2004: Bill Wyman’s Rhythm Kings[1]